# Николаус фон Флекенщайн-Нидерброн
Николаус фон Флекенщайн (на немски: Nicolaus von Fleckenstein; * ок. 1460; † 1519) от благородническата фамилия Флекенщайн от Елзас, е господар на Нидерброн, Рьодерн, Лембах-Матщал.

## Произход
Той е син на Якоб I фон Флекенщайн († 1471/1472) и съпругата му Маргарета фон Ратзамхаузен († сл. 1478), дъщеря на Лутелман IV фон Ратзамхаузен († 1458), господар на Майстербрун, и Катарина фон Хатщат (* ок. 1408). Роднина е на Николаус фон Флекенщайн († 1431), господар на Дагщул. Брат е на Филип фон Флекенщайн († 1504), женен за Хелена фон Фенинген.
Синът му Фридрих е издигнат на фрайхер на Флекенщайн.

## Фамилия
Николаус фон Флекенщайн се жени 1489 г. за Маргарета Грайфенклау фон Фолрадс (* ок. 1464; † сл. 14 декември 1514), дъщеря на Фридрих Грайфенклау фон Фолрадс, господар на Епелборн († 1480) и Катарина фон Елтер († 1488/1497). Те имат седем деца:
- Доротея фон Флекенщайн (* пр. 1514; † сл. 1535), омъжена за Райнхард фон Ротенбург (* пр. 1514; † сл. 1564)
- Фридрих VII фон Флекенщайн (IX) 'Стари" (* пр. 1519; † между 3 април 1549 и 19 юни 1555), фрайхер на Флекенщайн, фогт на Гермерсхайм, женен 1522 г. за Марта фон Трота (* ок. 1500; † пр. 1537), или I. за Марта фон Драт, II. 1537 г. за Катарина фон Кронберг († 26 март 1563)
- Себастиан фон Флекенщайн (* пр. 1519; † 16 декември 1545), женен за Хелена фон Хюрнхайм
- Хайнрих фон Флекенщайн (* пр. 1490; † 26 юни 1539)
- Якоб фон Флекенщайн (* пр. 1510; † сл. 1532)
- Марта фон Флекенщайн († сл. 1519)
- Катарина фон Флекенщайн († сл. 1519)

## Галерия
- Замък Флекенщайн
- Останки от замък Флекенщайн